# 300 millones
300 millones va ser un programa de Televisió Espanyola, dirigit per Gustavo Pérez Puig i realitzat per Pedro Amalio López, Enrique Martí Maqueda i Jorge Horacio Fernández, que es va emetre entre 1977 i 1983.

## Format
Es tractava d'un programa de varietats amb actuacions musicals, entrevistes, reportatges i concursos. La particularitat, i d'aquí el nom del programa, és que s'emetia per a tots els països membres de l'Organización de Telecomunicaciones Iberoamericanas (OTI) via satèl·lit, des dels Estats Units a Xile, a més de Guinea Equatorial a Àfrica.

## Difusió
El programa era emès als països de Llatinoamèrica, el Carib i Guinea Equatorial. A més, era àmpliament difós als Estats Units, a través de la cadena SIN (actual Univisión). Les úniques excepcions es van produir en l'etapa final del programa, en què no s'emetia a Guatemala, a causa de l'assalt a l'ambaixada espanyola en aquest país que havia ocorregut el 31 de gener de 1980, i l'Argentina, perquè l'estaven emetent a les 12 de la nit dels diumenges, un horari massa marginal (encara que aquesta circumstància es va donar també en algun altre canal al llarg de la història del programa). La televisió estatal japonesa NHK va arribar a interessar-se pel programa.
Es realitzaven tres versions d'aquest: una per a Espanya que durava entre 55 i 58 minuts, una altra per als Estats Units i Puerto Rico que durava 57 minuts i mig, i una última versió per a la resta de països, que no superava els 62 minuts i que era exactament igual a la versió espanyola però afegint-li uns tres minuts dedicats al futbol.

## Presentadors
Al llarg dels anys, va comptar amb nombrosos presentadors, podent esmentar-se a Jana Escribano (1977), Ricardo Fernández Deu (1977), Ladislao Azcona (1977), Guadalupe Enríquez (1977-1983), Tico Medina (1978-1983), Paca Gabaldón (1977-1978), José Antonio Plaza (1978), Alfredo Amestoy (1977-1981), Kiko Ledgard (1978-1979), Marisa Abad (1979), Pepe Domingo Castaño (1979-1983), Lola Martínez (1981-1982) i Cristina García Ramos (1982).